# Новачиха
Новачи́ха — село в Україні, у Хорольській міській громаді Лубенського району Полтавської області. Населення становить 598 осіб. З 2020 орган місцевого самоврядування — Хорольська міська рада.

## Історія
Виникло село в 18 столітті, належало до Миргородського полку Хорольської сотні.
Спочатку, це був хутір з двох хат посполитих, та двох хат з двома жителями (хутір). Володіла селом Марфа Базилевська, що була донькою сотника.
За архівом в 1859 році нараховувалось 59 дворів, 349 мешканців. В 1898 році була збудована церква в ім'я свв. первоверховних апп. Петра і Павла, була дерев'яною на мурованому цоколі, з прибудованою дзвіницею, холодна (У 1902 році церква володіла 0,75 дес. церковної, 2,5 дес. різної, садибної, 33 дес. орної землі. При ній був будинок для квартири священика та діяла церковнопарафіяльна школа. До парафії входили хутори Остапенкові 1902 парафіян — 584 душ чоловічої, 556 душ жіночої статі, 1912 парафіян привілейованих станів -16, козаків — 569, селян — 767.
Релігійна громада відновила діяльність під час ДСВ у 1942. По закінченню війни, була зареєстрована органами радянської влади 24 грудня 1947 за № 180, а знята в 1962 році. Після зняття з реєстрації використовувалася як зерносховище. У 1976 храм був знищений комуністами.
Зараз на місці де знаходилась зазначена церква знаходиться двоповерховий будинок збудований у 60—70-х рр.. Разом із церквою в селі відкрилася семирічна школа, яка надає освіту місцевим дітлахам і зараз.
Під час Другої світової війни майже всіх чоловіків забрали на фронт.
Також жителі Новачихи брали участь у ліквідації трагедії на ЧАЕС, та АТО на Донбасі.
12 червня 2020 року, відповідно до розпорядження Кабінету Міністрів України № 721-р «Про визначення адміністративних центрів та затвердження територій територіальних громад Полтавської області», село увійшло до складу Хорольської міської громади..
19 липня 2020 року, в результаті адміністративно - територіальної реформи та ліквідації Хорольського району, село увійшло до складу новоутвореного Лубенського району.

## Географія
Село Новачиха знаходиться на відстані 1,5 км від сіл Левченки, Остапенки та Оріхівщина. По селу протікає пересихаючий струмок з загатою.

## Економіка
- Приватно-орендні підприємства.
- «Нафком-Агро», ДП.

## Об'єкти соціальної сфери
- Бібліотека.
- Сільський будинок культури.
- Школа I—II ст.

## Відомі уродженці
- Остапенко Дмитро Іванович — заслужений діяч культури і мистецтв України, колишній міністр культури і Мистецтв України.
- Плоцький В. О. — колишній голова Райдержадміністрації м. Хорол.
- Посвіт Павло Якимович — Герой Радянського Союзу.
- Остапенко Петро Федорович — кавалер ордена Слави трьох ступенів.
- Тітенко Ганна Павлівна — 22.03.1966 року, нагороджена орденом «Знак Почёта», 28.03.1980 року нагороджена медаллю «Ветеран труда». У 1979 році, була депутатом Новачанської сільської Ради депутатів трудящих Хорольського району Полтавської області Української РСР.